# Englen i sort
Englen i sort er en dansk film fra 1957. Et noir drama skrevet af Arvid Müller efter en roman af Erling Poulsen og instrueret af Sven Methling. Den skumle alfons Lennart Sommer (Poul Reichhardt) løslades fra fængslet og opsøger sin separerede hustru Elise (Ingeborg Brams) for at få fingre i deres fælles barn, Sanne (Maria Petri). Men den fordrukne og nervøse Elise bryder sammen og indlægges på hospitalet, hvor hun træffer den fortrinlige overlæge Arne Brandt (Emil Hass Christensen).
De to modsætninger forelsker sig til stor misfornøjelse for Lennart og hans elskerinde, der er Brandts nuværende kone, den egoistiske Betina (Helle Virkner). Betina har en sidste nederdrægtig plan, for at at slippe af med den besværlige Elise på en 'pæn måde' - endeligt og for evigt. Flot film optaget i sort/hvid on-location i forstadsvillaer og herskabslejligheder, ingen vante studiekulisser, dermed en sjældenhed i dansk film produktion dengang.

## Medvirkende
- Emil Hass Christensen
- Helle Virkner
- Poul Reichhardt
- Ingeborg Brams
- Ellen Gottschalch
- Knud Heglund
- Bodil Miller
- Vera Stricker
- Kjeld Jacobsen
- Karl Stegger
- Lise Thomsen
- Malene Schwartz
- Holger Vistisen
- Henny Lindorff Buckhøj
- Maria Petri